# Ulrich G. Schroeter
Ulrich Gerd Schroeter (* 1971 in Bremen) ist ein deutscher Jurist und Professor für Privatrecht und Rechtsvergleichung an der Universität Basel (Schweiz).

## Werdegang
Ulrich Schroeter studierte nach seiner Schulzeit in Bremen und Perth (Australien) Rechtswissenschaften an der Albert-Ludwigs-Universität Freiburg und der Universität Lausanne.
Während seiner Studienzeit in Freiburg vertrat er die Universität Freiburg im Willem C. Vis International Commercial Arbitration Moot in Wien und war studentischer sowie später wissenschaftlicher Mitarbeiter bei Peter Schlechtriem am Institut für ausländisches und internationales Privatrecht. 1998 legte er in Freiburg das Erste juristische Staatsexamen ab.
Nach einer 13-monatigen Reise um die Welt (1998–1999) arbeitete er ab 2000 in Berlin an seiner Dissertation zum Verhältnis und den Wechselwirkungen zwischen dem UN-Kaufrecht (CISG) und dem Europäischen Gemeinschaftsrecht, mit welcher er von der Freien Universität Berlin promoviert wurde.
Nach dem Rechtsreferendariat beim Kammergericht Berlin und einer einjährigen Assistententätigkeit an der Humboldt-Universität zu Berlin kehrte Schroeter an seine alma mater nach Freiburg zurück. Von Ende 2005 bis Anfang 2011 war er Assistent von Hanno Merkt am dortigen Institut für ausländisches und internationales Privatrecht.
2011 habilitierte sich Schroeter in Freiburg mit einer rechtsvergleichenden Arbeit zum Recht der Rating-Agenturen, für die er in der Folgezeit mit mehreren wissenschaftlichen Preisen ausgezeichnet wurde. Er erhielt die venia legendi für die Fächer Bürgerliches Recht, Handels- und Gesellschaftsrecht, Internationales Privatrecht und Rechtsvergleichung.
Nach Lehrstuhlvertretungen an den Universitäten Münster und Mannheim erhielt er parallel Rufe auf Lehrstühle der Eberhard Karls-Universität Tübingen und der Universität Mannheim, von denen er den Ruf nach Mannheim 2012 annahm.
Von 2012 bis 2017 war Schroeter Inhaber des Lehrstuhls für Bürgerliches Recht, Internationales Unternehmens- und Finanzmarktrecht, Europäisches Wirtschaftsrecht an der Universität Mannheim.
Anfang 2016 erhielt er einen Ruf an die Universität Basel, wo er seit dem Frühjahrssemester 2017 als Professor für Privatrecht forscht und lehrt.

## Forschungsschwerpunkte
Ulrich Schroeter forscht vor allem im internationalen Handels- und Wirtschaftsrecht. Forschungsschwerpunkte betreffen das Recht des grenzüberschreitenden Warenkaufes (namentlich das UN-Kaufrecht (CISG)) sowie das nationale und internationale Finanzmarktrecht, insbesondere den regulatorischen Umgang mit Informationen am Finanzmarkt. Zudem arbeitet er zum internationalen Einheitsrecht und Völkervertragsrecht, im Obligationenrecht (Schuldrecht) und im Recht der internationalen Schiedsgerichtsbarkeit.
Schroeter ist Mitglied verschiedener wissenschaftlicher Vereinigungen wie etwa der Gesellschaft für Rechtsvergleichung, der Deutschen Gesellschaft für Internationales Recht, der Schweizerischen Vereinigung für internationales Recht (SVIR) und der Zivilrechtslehrervereinigung. Seit 2019 sitzt er im Council des European Law Institutes. 2013 wurde er zum Mitglied des internationalen CISG Advisory Council gewählt.

## Bibliographie (Auswahl)
- Commentary on the UN Convention on the International Sale of Goods, 5. Auflage, Oxford: Oxford University Press (2022), 2015 S. (herausgegeben gemeinsam mit Ingeborg Schwenzer), ISBN 978-0-19-886867-5.
- Internationales UN-Kaufrecht. Ein Studien- und Erläuterungsbuch zum Übereinkommen der Vereinten Nationen über Verträge über den internationalen Warenkauf (CISG), 7. Auflage, Tübingen: Mohr Siebeck (2022), 471 S., ISBN 978-3-16-161746-1.
- Ratings – Bonitätsbeurteilungen durch Dritte im System des Finanzmarkt-, Gesellschafts- und Vertragsrechts. Eine rechtsvergleichende Untersuchung, Tübingen: Mohr Siebeck (2014) 1095 S., ISBN 978-3-16-152043-3.
- Sharing International Commercial Law across National Boundaries: Festschrift for Albert H. Kritzer on the Occasion of his Eightieth Birthday, London: Wildy, Simmonds & Hill (2008), 654 S. (herausgegeben gemeinsam mit Camilla Baasch Andersen), ISBN 978-1-898029-97-7.
- UN-Kaufrecht und Europäisches Gemeinschaftsrecht: Verhältnis und Wechselwirkungen, München: Sellier European Law Publishers (2005), 802 S., ISBN 978-3-935808-34-7.